# Хатай
Хатай (тур. Hatay) — провінція в Туреччині, розташована на півдні країни. На заході провінція омивається водами Середземного моря. На півдні та на сході межує з Сирією. Столиця — місто Антак'я. Також слід виділити великий порт Іскендерун.
Населення провінції становить 1 386 224 жителів (дані на 2007 рік). Провінція складається з 12 районів. У трьох із них переважає арабське населення, в інших — турецьке.
Після закінчення Першої світової війни ця область входила до складу Сирії, яка управлялась Французькою республікою. У 1936 році Туреччина подала скаргу у Лігу Націй щодо включення даної території до складу Сирії. У листопаді цього ж року регіону було надано статус автономії у складі Сирії.
2 вересня 1938 року на представницькому зібранні було проголошення про утворення Республіки Хатай. У 1939 році провінція була приєднана до Туреччини.
Губернатор — Рахмі Доган.

## Землетрус 2023 року
Провінція найбільше постраждали внаслідок землетрусу.
Було зруйновано близько 1200 будинків. Найбільше серед всіх провінцій Туреччини[джерело?].
| Туреччина | Це незавершена стаття з географії Туреччини. Ви можете допомогти проєкту, виправивши або дописавши її. |